# Epitedia scapani
Epitedia scapani är en loppart som först beskrevs av Wagner 1936.  Epitedia scapani ingår i släktet Epitedia och familjen mullvadsloppor. Inga underarter finns listade i Catalogue of Life.